# Contopus albogularis
Contopus albogularis е вид птица от семейство Tyrannidae.

## Разпространение
Видът е разпространен в Бразилия, Френска Гвиана и Суринам.